# Ekhard Koch
Ekhard Koch (* 15. April 1902 in Jever; † 2. Februar 2000 in Oldenburg) war ein deutscher Jurist, Verwaltungsbeamter und Politiker.

## Leben
Ekhard Koch war Sohn eines Rechtsanwalts. Der demokratische Politiker Erich Koch-Weser war ein Onkel. Koch studierte Rechtswissenschaften und wurde 1927 an der Universität Göttingen promoviert. Als Regierungsassessor war er 1927 für drei Monate im Oldenburger Innenministerium, danach im Amt Vechta tätig. 1928 erhielt er die Rechtsanwaltszulassung in Berlin und führte die Kanzlei seines Onkels, der in dieser Zeit Reichsjustizminister war. Ab 1929 arbeitete Koch als Rechtsanwalt in Oldenburg.
Nach 1945 fungierte er als Präsident des Oberlandesgerichtes Oldenburg und als Vizepräsident des Zentraljustizamtes. Vom 6. August 1951 bis zum 18. Oktober 1952 amtierte er als Staatssekretär im Justizministerium Niedersachsen. Von 1953 bis 1955 war er Präsident des Verwaltungsbezirkes Oldenburg, von 1960 bis 1966 Präsident des Oberlandesgerichtes Celle. Außerdem war er Präsident des Landesverbandes Oldenburg des Deutschen Roten Kreuzes von 1967 bis 1973 und seit 1983 dessen Ehrenpräsident.

## Ehrungen
- 1965: Großes Verdienstkreuz mit Stern der Bundesrepublik Deutschland
- 1969: Ehrenzeichen des Deutschen Roten Kreuzes
- 1983: Ehrenpräsident des DRK-Landesverbandes Oldenburg